# Álvaro Magaña
Álvaro Alfredo Magaña Borja (Ahuachapán, 8 de outubro de 1925 - San Salvador, 10 de junho de 2001) foi presidente de El Salvador de 1982 a 1984.

## Biografia
Recebeu seu mestrado pela Universidade de Chicago em 1995. Foi presidente do Banco Central de El Salvador antes da eleição de 1982. Ele foi empossado por Roberto D'Aubuisson.
Sua posse como presidente no dia 2 de maio de 1982, marcou o início do governo eleito em El Salvador após a junta de 1979-1980.
Em 1982, os partidos políticos de El Salvador decidiram que era tempo de passar a frente do domínio da Junta Revolucionaria de Governo, ou JRG, e decidiu instalar o Dr. Álvaro Magaña como chefe de Estado. Logo depois, ambos os partidos políticos se reuniram na fazenda de Magaña em Apaneca e decidiram que, sob o governo provisório de Magaña, ambas as partes compartilhariam cargos ministeriais. José Napoleón Duarte voluntariamente abriu mão de seu poder como chefe de Estado e chefe da Junta para Magana, brevemente, e se concentrou na construção de seu Partido Democrata Cristão, com a ajuda dos Estados Unidos, e planejou retomar ao poder nas eleições de 1984.